# Verloreneinde
Verloreneinde is een buurtschap in de gemeente Edam-Volendam in de Nederlandse provincie Noord-Holland. Het staat ook wel bekend als het Westeinde van Kwadijk.

## Historie
In Verloreneinde bevond zich vroeger het Galgenveld, waar de galg van de Heerlijkheid Oosthuizen was opgesteld. Het Verloreneinde van Kwadijk behoorde daarom waarschijnlijk al zeer vroeg tot de Heerlijkheid Oosthuizen, samen met Hobrede.
Tot 1970 hoorde de buurtschap tot de gemeente Oosthuizen. Vanaf dat jaar viel Oosthuizen onder de gemeente Zeevang. Sinds 1970 hoort Verloreneinde bij het dorp Kwadijk.
In 1970 verdween daarmee ook de naam Verloreneinde. Echter de naam bleef bij de plaatselijke bevolking doorleven.
In 2005 werd het Verloreneinde opnieuw in zijn bestaan officieel bevestigd. Gemeente en bewoners hebben met buurtborden het Verloreneinde weer op de kaart gezet.
Tot 1 januari 2016 behoorde Verloreneinde tot de gemeente Zeevang. Als gevolg van een Gemeentelijke herindeling in Nederland werd de gemeente Zeevang bij die van Edam-Volendam gevoegd.
Stad: Edam

Dorpen: Beets · Etersheim · Hobrede · Kwadijk · Middelie · Oosthuizen · Purmer (deels) · Schardam · Volendam · Warder

Buurtschappen: Axwijk · Katham · Verloreneinde
Noord-Holland: Steden en dorpen      Nederland: Provincies · Gemeenten